# Rodney Anoa'i
Rodney Agatupu Anoa'i (2 de outubro de 1966 – 23 de outubro de 2000) foi um lutador de wrestling profissional estadunidense, mais conhecido pelo tempo em que lutou na World Wrestling Federation (WWF), sob o nome de Yokozuna. O termo yokozuna se refere à mais alta posição no sumô japonês. Anoa'i, no entanto, nunca competiu em lutas de sumô. Mesmo lutando como representante do Japão, Yokozuna era de origem samoana, sendo anunciado como sendo da Polinésia.
Na WWF, Anoa'i ganhou duas vezes o WWF Championship e duas vezes o Tag Team Championship (com Owen Hart), tendo também vencido o Royal Rumble de 1993. Anoa'i foi o primeiro lutador de ascendência samoana a ganhar o WWF Championship, a ganhar um Royal Rumble e a receber uma luta por um título mundial no WrestleMania. Em 2012, Yokozuna se tornou membro do Hall da Fama da WWE.

## Morte
Yokozuna faleceu no dia 23 de outubro de 2000, aos 34 anos de idade vítima de infarto fulminante por causa de sua obesidade mórbida. Yokozuna foi enterrado no Cemitério Rose Acres & Montreal Memorial.

## Carreira

### American Wrestling Association (1984–1992)
A carreira de lutador de Anoa'i começou por ele ter crescido em uma tradicional família de lutadores. Seus tios foram os Wild Samoans, Afa e Sika, que o treinaram desde cedo. Anoa'i passou a usar o nome Great Kokina enquanto lutava no Japão. Ele também ganhou experiência ao lutar no México. Sua maior exposição nos Estados Unidos aconteceu na American Wrestling Association (AWA), lutando como Kokina Maximus. Lutando como um samoano, ele teve como manager Sheik Adnan El Kassey. Na história, ele teria quebrado a perna e acabado com a carreira de Greg Gagne. Na época, ele pesava menos de 400 lb (181 kg) (na WWF, ele pesou entre 500 lb (227 kg) e 558 lb (253 kg)).

### World Wrestling Federation (1992–1998)

#### Início (1992–1993)
Em 1992, Anoa'i foi contratado por Vince McMahon da World Wrestling Federation (WWF). Ele deveria interpretar o lutador de sumô Yokozuna. Sendo acompanhado por Harry Fujiwara (Mr. Fuji), Yokozuna estreou no Superstars de 31 de outubro de 1992, sendo anunciado como um lutador de sumô japonês. Ele estreou em pay-per-views no Survivor Series, derrotando Virgil.
Em 1993, Yokozuna participou do Royal Rumble, eliminando por último Randy Savage para vencer a luta. Logo depois, Yokozuna se solidificou como um vilão ao atacar "Hacksaw" Jim Duggan.

#### Campeão da WWF (1993–1994)
No WrestleMania IX, Yokozuna enfrentou Bret Hart pelo WWF Championship. Hart aplicara o sharpshooter em Yokozuna quando Mr. Fuji atirou nos olhos de Hart um punhado de sal. Desorientado, Hart foi derrotado por Yokozuna, perdendo o título. Momentos após a vitória, Mr. Fuji desafiou Hulk Hogan a enfrentar Yokozuna naquele instante pelo título. Fuji acidentalmente atirou sal nos olhos de Yokozuna, que acabou derrotado por Hogan.
No King of the Ring de 1993, Yokozuna, que já pesava entre 500 lb (227 kg) e 580 lb (263 kg), desafiou Hogan pelo título. Um "fotógrafo japonês" interferiu durante a luta, fazendo com que Yokozuna derrotasse Hogan e se tornasse novamente campeão. Hogan deixaria a WWF, o que levou Fuji e Yokozuna a afirmar que eles haviam acabado com a "Hulkamania". Para comemorar, eles realizaram uma competição de Bodyslams em um porta-aviões em 4 de julho. Yokozuna foi derrotado por Lex Luger.

## No wrestling
- Movimentos de finalização
  - Banzai Drop (Jumping seated corner senton)[1][3]

- Movimentos secundários
  - Running leg drop[1]
  - Samoan drop[2]
  - Savate kick[1]
  - Side belly to belly suplex[1]
  - Estrangulamento[1]

- Managers
  - Sheik Adnan El Kassey[2]
  - Jim Cornette[3]
  - Mr. Fuji[1][3]

- Temas de entrada
  - "Sumo" por Jim Johnston (WWF; 1992–1996)

## Títulos e prêmios
- Pro Wrestling Illustrated
  - Maior Melhora do Ano (1993)[2]
  - PWI o colocou na #5ª posição dos 500 melhores lutadores individuais em 1993[2]
  - PWI o colocou na #145ª posição dos 500 melhores lutadores individuais na "PWI Years" em 2003[carece de fontes?]

- Universal Wrestling Association
  - UWA World Trios Championship (1 vez) – com Fatu e Samoan Savage[15]

- World Wrestling Federation
  - WWF Championship (2 vezes)[1][5]
  - WWF Tag Team Championship (2 vezes) – com Owen Hart[1][6]
  - Royal Rumble (1993)[1][7]
  - Hall da Fama da WWE (Classe de 2012)

## Ligações Externas
- «Perfil de Yokozuna» (em inglês). no WWE.com